# 约纳斯瓦尔德
约纳斯瓦尔德（德語：Jonaswalde）是德国图林根州的市镇，隶属于阿尔滕堡地区县。总面积为6.61平方千米，截至2023年12月31日总人口为320人。

## 图库

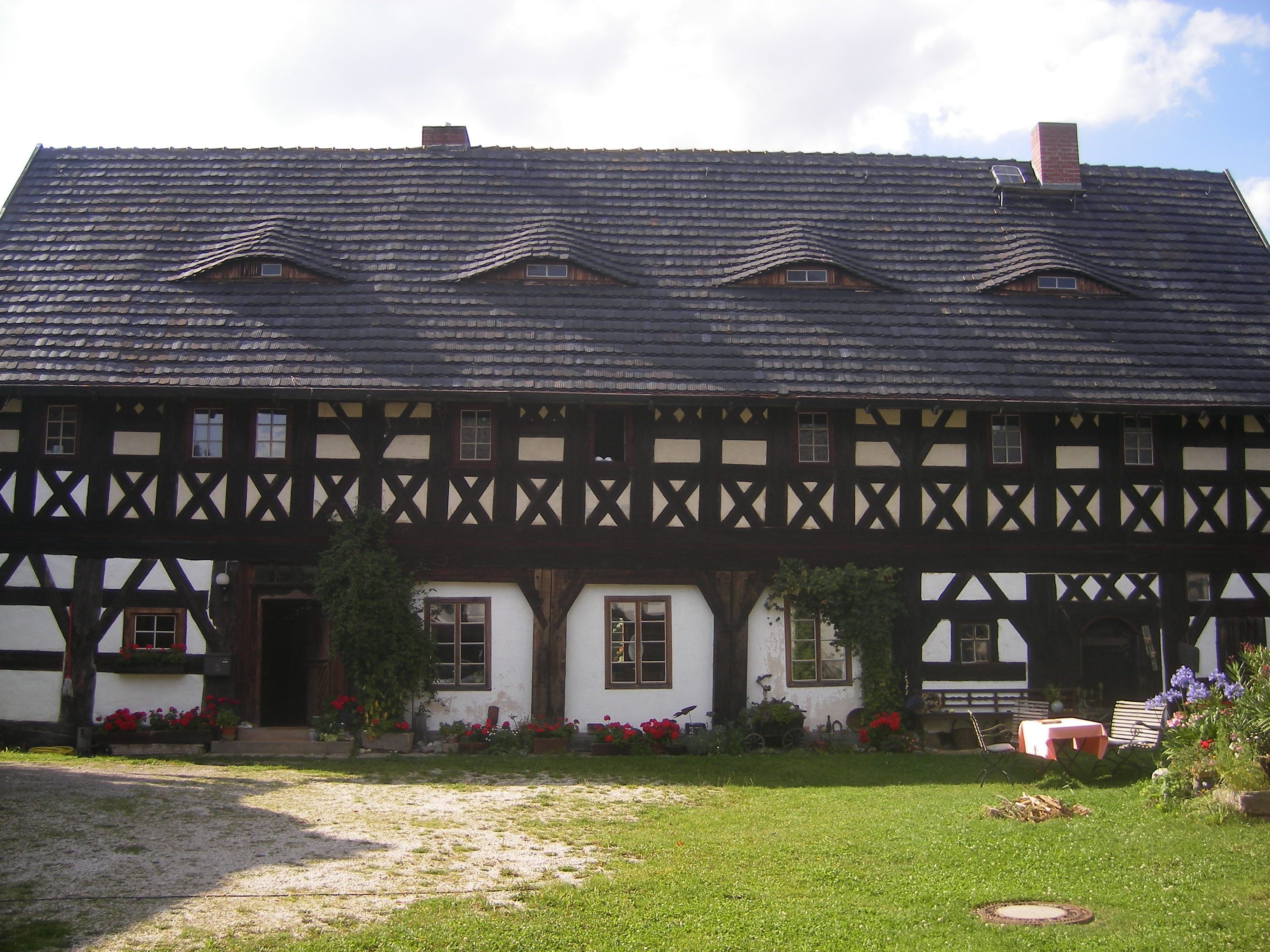